# Saint-Jean-les-Deux-Jumeaux
Saint-Jean-les-Deux-Jumeaux é uma comuna francesa localizada na região administrativa da Île-de-France, no departamento Sena e Marne. A comuna possui 1152 habitantes segundo o censo de 1990.